# Lago Escondido (lago de Tierra del Fuego)
Para otros topónimos ver Lago Escondido

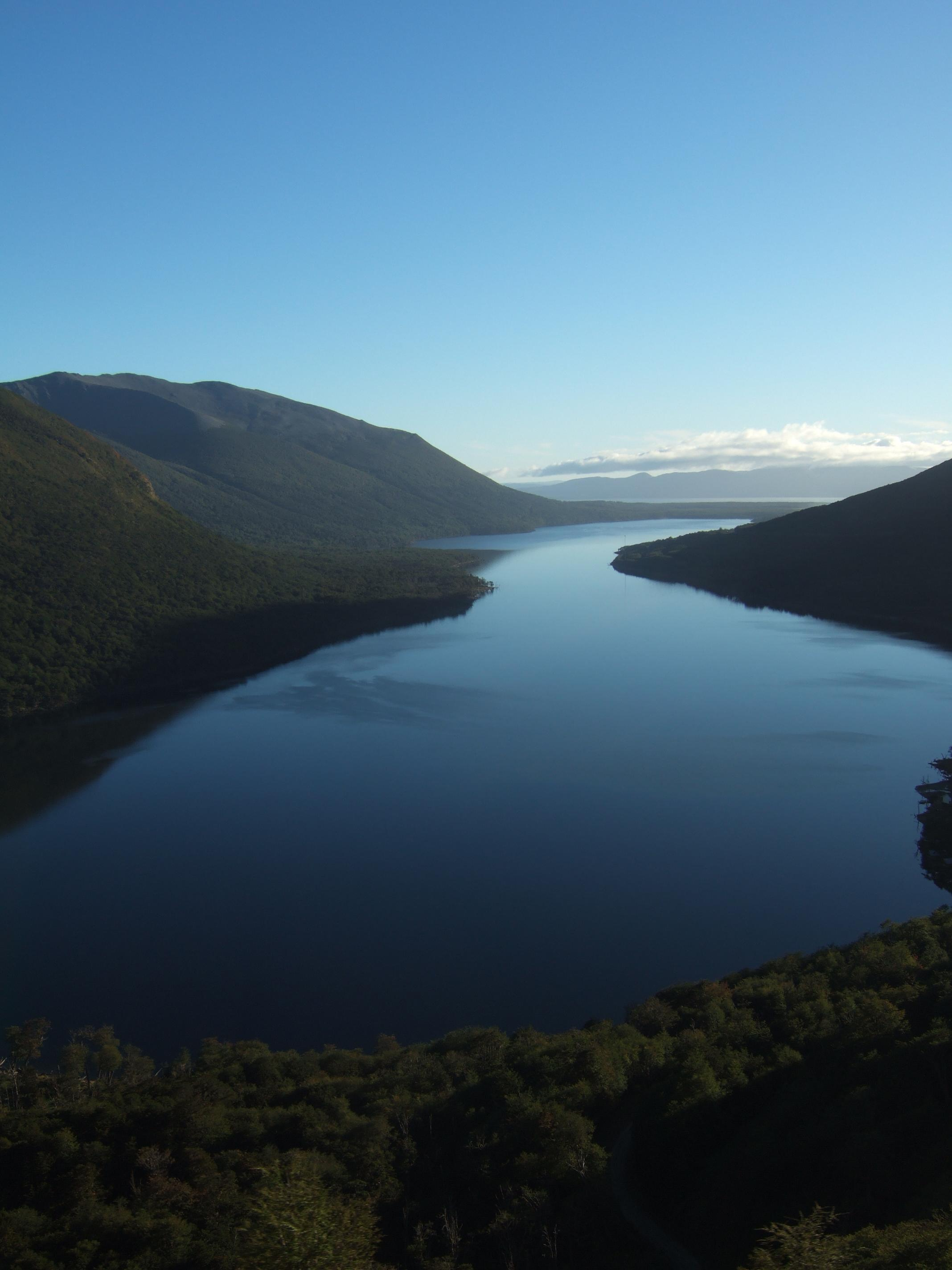
Vista del lago Escondido desde la ruta nacional n.º 3.

El lago Escondido es un lago de Tierra del Fuego, Argentina, también conocido como laguna Escondida, se encuentra en cercanía de la localidad de Lago Escondido.

## Toponimia
Su nombre deviene por estar enclavado en un profundo valle en medio de las montañas. También se la llama laguna escondida. 

## Geología
Típicamente de origen glaciar, resulta el lago de Tierra del Fuego más similar (morfológicamente) a los cordilleranos de la Patagonia andina.
Sus costas matizan paredones de piedra, bahías reparadas, costas de piedra bola y una escasa presencia de vegetación acuática.

## Flora
Se encuentra en medio de un profundo valle enclavado entre montañas, y rodeado por frondosos bosques de Nothofagus.

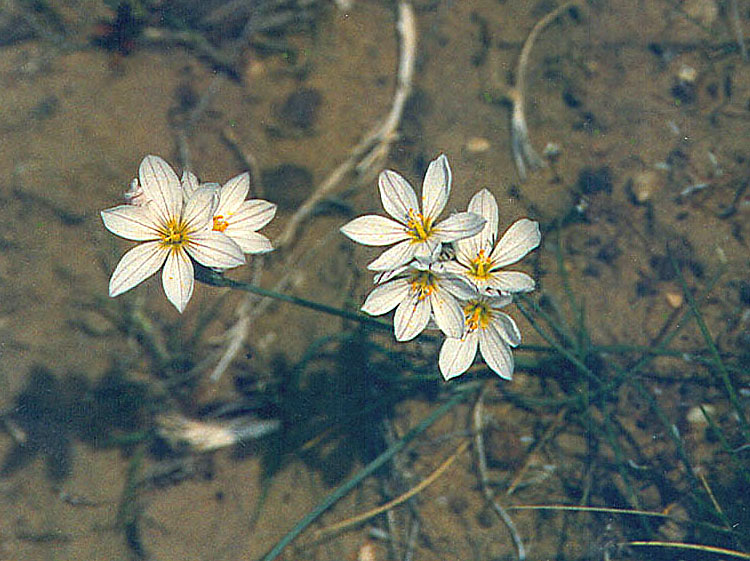
Campanilla

### Campanilla (Olsynium biflorum)
Se desarrolla prácticamente en todos los ambientes de Tierra del Fuego, exceptuando el interior del bosque y el turbal, hasta una altura de 700 m s.n.m.
Suelen verse grupos de al menos tres flores unidas en un solo tallo que puede alcanzar 70 cm de alto. Las flores son llamativas tanto por su color como por su perfume.
Sus seis pétalos, de color crema aproximadamente tres cm, con estrías marrón -rojizas, se abren dando el aspecto de una pequeña campana. Fue elegida como la flor provincial de Tierra del Fuego. Las flores se aparecen entre los meses de noviembre y enero.
         

### Flor de la Cascada (Ourisia ruelloides)
Es posible observarlas hasta los 41°S y en toda la Isla Grande, además de la Isla de los Estados, hasta los 300 m s.n.m., siempre sobre paredes rocosas cercanas a cursos y saltos de agua.
Aparecen pendiendo en grupos de entre dos y ocho flores con pétalos bilobulados. Su color rojo intenso contrasta con el verde de las hojas ovaladas, dentadas y levemente vellosas en la parte inferior. 
La época de floración fluctúa según la región, entre los meses de octubre y enero, aunque para zona de Tierra del Fuego suele presentarse a partir del mes de noviembre en  los lugares cercanos a las caídas de agua, humedecidos por frecuentes gotas, se pueblan de estos pequeños clarinetes rojos de delicada belleza.

### Flor miniatura (Lagenophora nudicalis)
Esta planta crece cerca de las costas y en zonas rocosas y húmedas.
Las minúsculas flores (de 2 a 3 MM), con sus pequeños pétalos muy curvados hacia atrás, de llamativo color rosado a púrpura, se aprecian coronando un largo tallo desde el principio del verano.

### Flor de chocolate (Nassauvia gaudichaudii)
Se la puede encontrar hasta la latitud de 50° S., generalmente en capas de suelos delgados desmoronadas, entre los 200 y 1100 m s.n.m. desde diciembre hasta marzo. Son de color blanco con pequeñas espinillas amarronadas. Emana una deliciosa fragancia a chocolate. La flor de chocolate también conocida como cardo, es una planta perenne con tallos ramificados, cubiertas por hojas imbricadas glabras en el revés y pilosas en la haz. Prefiere áreas rocosas en cercanías de los glaciares y sobre el límite de vegetación.   

## Fauna
Caminando por la costa se puede observar la acción de los castores sobre los árboles, ya que los corta con sus afilados dientes para construir embalses y crear un nido donde se aloja con su familia, inundando el bosque la mayoría de las veces. 
La población de salmónidos del lago Escondido está compuesta por truchas marrones, truchas fontinalis y truchas arco iris, de tamaño mediano (500 gr. a 2 kg). Se destacan sus bellas fontinalis, con portes que pueden alcanzar los 2 kg. A pesar de estos peces el lago es frío y poco productivo, no se destaca por poseer una población de peces numerosa.

## Ubicación
Se encuentra enclavado en la Cordillera de los Andes, ubicado a 60 km de la ciudad de Ushuaia, y a 40 km de la cabecera del lago Fagnano, rodeado de un bosque andino patagónico. Está cercano al 
Sirve de punto estratégico o parada para ir a la mayoría de los pueblos y cualquiera de las 3 ciudades en la provincia, al estar todas sobre la ruta 3. Está ubicado más cerca de Tolhuin que de Ushuaia. Está próxima a Villa Marina, la cual es un pequeño pueblo (a medio camino a Tolhuin) de acceso vigilado a la orilla de un pequeño lago.
Hay un sendero de ripio al oeste de la localidad que lleva a la laguna Margarita y al lago Palacios.

## Población
Según el censo de 2010 se registraron 129 habitantes, por lo que la localidad es una de las cuatro en poblaciones continuamente habitadas de toda la provincia, junto con Río Grande, Ushuaia y Tolhuin. En tanto, San Sebastián y Puerto Almanza no aparecieron en los datos. Hay una escuela en el pueblo. En el censo 1991 se registraron 46 habitantes y en 2001 la cantidad se acrecentó a 76.

## Características
Hay un muelle desde donde se puede salir a navegar con botes o lanchas y pescar en la hostería a orillas del lago, que lleva el nombre del ave que vuela planeando como el Albatros, Petrel, y a la cual se puede avistar en esta zona. A pesar de no ser zona de pesca preferida por los pescadores, se pueden obtener ejemplares de truchas fontinallis a la salida de chorrillos y castoreras, como así también truchas marrones y arco iris de gran porte. 
En el km 3086 de la ruta nacional n.º 3, se encuentra el punto más alto de la misma, el paso Sobrestante Luis Garibaldi, a 450 m s. n. m., y paso de montaña a través de la cordillera fueguina. La cordillera de los Andes, corre aquí sobre el eje oeste‑este. Por la vertiente norte se asciende desde el lago Fagnano hasta el Paso Garibaldi, a partir del cual comienza el descenso hacia el sur.

## Turismo
El lago Escondido está incluido en las ofertas de excursiones turísticas que salen desde Ushuaia. Algunas de las actividades que se pueden llevar a cabo son caminatas bordeando el lago y a través del bosque, observación de castoreras, pesca, bajada desde el paso Garibaldi por el sendero antiguo de la ruta, navegación en lancha o kayak.